# Riccia
Riccia é um género de hepáticas (Marchantiophyta) talosas pertencente à ordem Marchantiales.

## Descrição
As espécies que integram o género Riccia são pequenas hepáticas talosas, sem diferenciação morfológica de cauloides, rizoides ou filoides. Dependendo da espécie, o talo pode ser em forma de fita, com cerca de 0,5 a 4 mm de largura, formando tiras com ramificação dicotómica, ou rosetas ou hemi-rosetas de até 3 cm de diâmetro. As plantas podem ser gregárias e formar-se intrincados tapetes flutuantes.
Os talos são apresentam diferenciação dorsiventral. A face superior (dorsal), com coloração verde brilhante e grande riqueza em clorofila, é percorrida por um sulco longitudinal ao longo da sua região central e apresenta poros preenchidos por ar que protrudem à superfície do talo, conferindo-lhe um aspecto franzido. A face inferir (ventral) apresenta uma nervura central recoberta por escamas multicelulares que inicialmente forma uma fila única, mas que normalmente se separam em duas filas quando o talo engrossa. As escamas são multicelulares e de aspecto hialino (vítreo), apresentando por vezes coloração violeta devido à presença do pigmento antocianina.
Nas formas aquáticas flutuantes os rizoides estão quase ausentes, mas existem geralmente numerosos rizoides unicelulares de dois tipos na superfície ventral das formas fixas ao substrato. Um dos tipos de rizoide é liso, com superfícies interna e externa suave e sem projecções, enquanto o outro tipo é rugoso (tuberculado), com estruturas tuberculares à superfície formadas por projecções da parede celular das células que forma a sua parede externa.
Estas plantas são geralmente monoicas, com a reprodução sexual a ocorrer em anterídios e arquegónios. A reprodução assexual é muito comum por formação de gemas ou pela via da reprodução vegetativa por fragmentação dos talos ou divisão das rosetas. Nalguns casos as gemas assumem a forma de túberos apicais. Os esporo s são grandes (45 a 200 µ) e formam-se em grupos de quatro.
Uma das mais de 100 espécies que integram o género é Riccia fluitans, que cresce sobre solo encharcado ou, mais raramente, flutuando em águas paradas, que é usada em aquariofilia.

## Sistemática
O género Riccia inclui 100-150 espécies, entre as quais:
- R. atlantica
- R. beyrichiana
- R. bifurca
- R. canaliculata
- R. cavernosa
- R. crozalsii
- R. crystallina
- R. fluitans
- R. gangetica
- R. glauca
- R. huebeneriana
- R. nigrella
- R. rhenana
- R. sorocarpa
- R. subbifurca